# IC 2030
IC 2030 ist ein inexistentes Objekt, welches der Astronom DeLisle Stewart im Jahre 1900 fälschlich als IC-Objekt beschrieb. Vermutet wird eine defekte Photoplatte.